# Vermorel

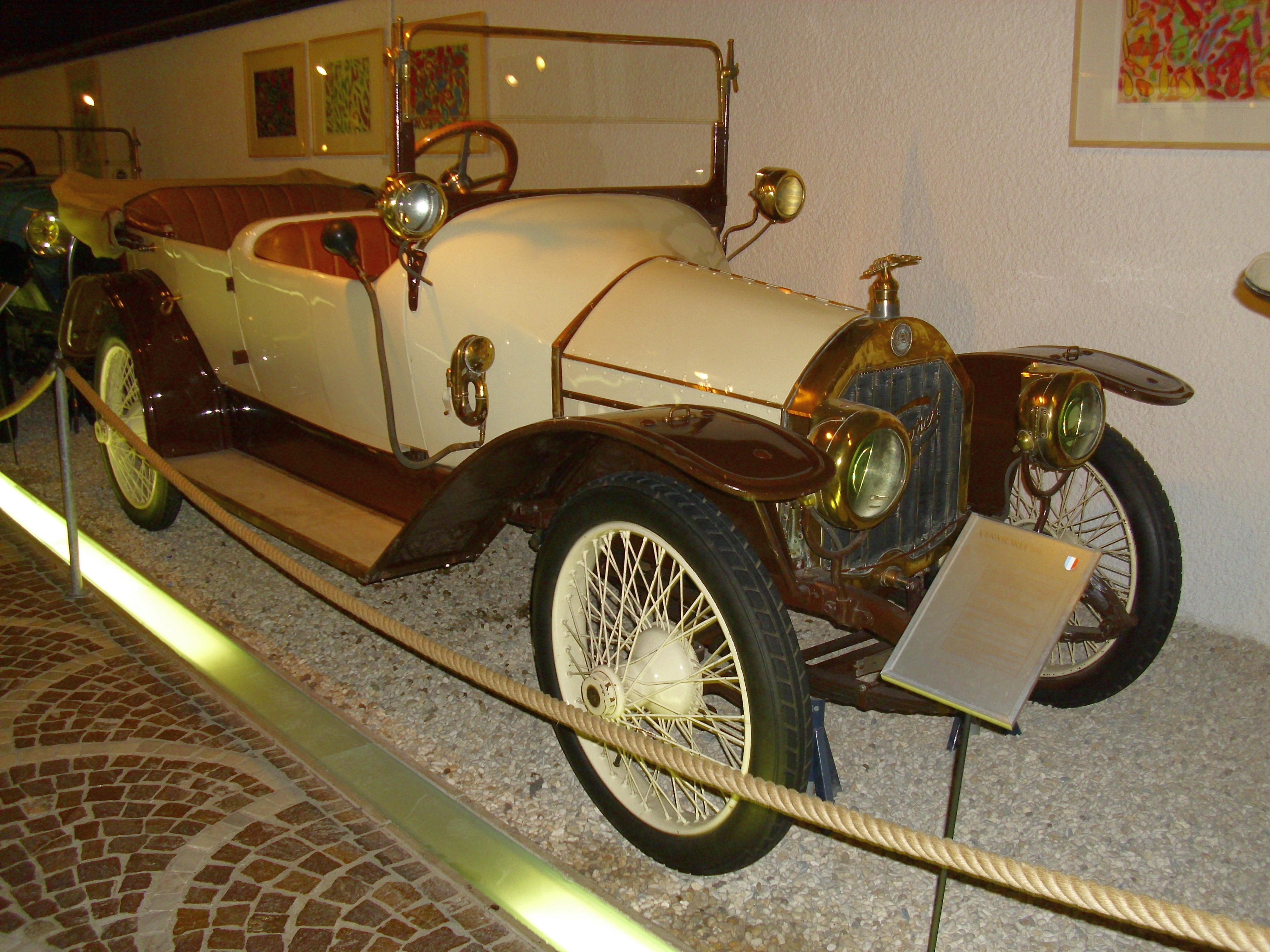
Vermorel von 1914 im Museum der Fondation Gianadda in Martigny

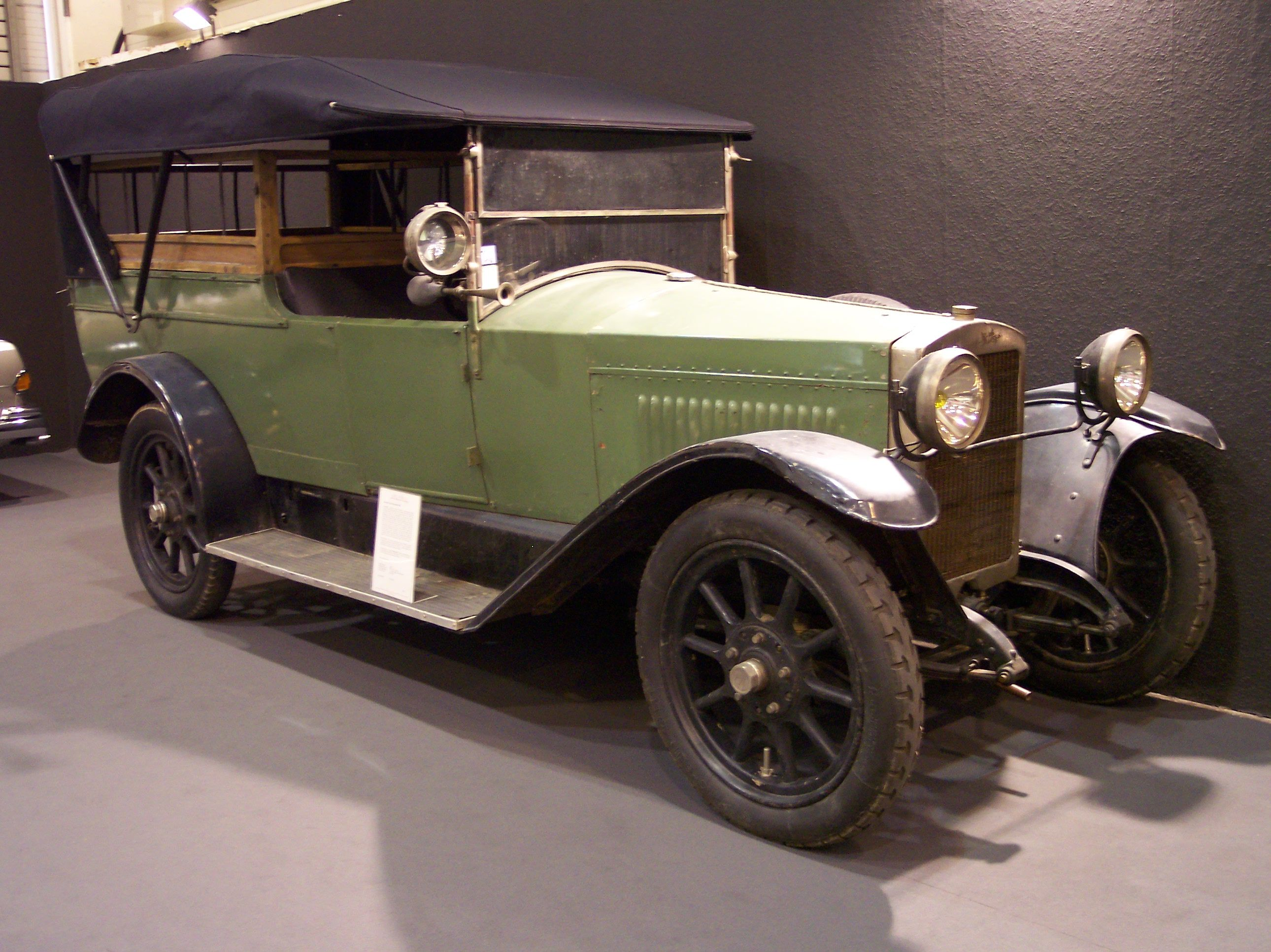
Vermorel von 1924

Établissements V. Vermorel war ein französisches Unternehmen im Bereich Maschinenbau.

## Unternehmensgeschichte
Das Unternehmen aus Villefranche-sur-Saône stellte ab 1850 Maschinen zur Holzbearbeitung und für die Landwirtschaft her. 1898 stellte Victor Vermorel François Pilain (1859–1924) ein, der vorher schon bei Serpollet, La Buire und der Société François Pilain tätig war. Unter seiner Leitung entstanden einige Automobile bis August 1901. Der Markenname lautete Vermorel. Erst 1908 entstanden wieder Automobile. 1911 beschäftigte das Unternehmen 800 Mitarbeiter. Nach dem Tod von Victor Vermorel 1927 übernahm sein Sohn Édouard Vermorel das Unternehmen. 1930 endete die Produktion von Automobilen. Lastkraftwagen entstanden bis 1932. Nach Édouard Vermorels Tod 1957 wechselte das Unternehmen mehrfach den Besitzer. 1965 wurde das Unternehmen aufgelöst.

## Fahrzeuge
Das erste Modell von François Pilain verfügte über einen Zweizylindermotor und Kettenantrieb.
Das nächste Modell von 1908 hatte einen Vierzylinder-T-Kopf-Motor mit 1800 cm³ Hubraum. 1912 wurden Fahrzeuge mit Hubräumen zwischen 2200 cm³ und 3300 cm³ angeboten. 1913 kamen die Modelle 8/10 CV mit 1500 cm³ und 16/20 CV mit 2800 cm³ Hubraum auf den Markt.
Nach dem Ersten Weltkrieg wurden die bisherigen Modelle weiter gebaut. 1922 erschien das Modell 8/16 CV mit 1700 cm³ Hubraum. 1924 folgte das Modell 16/60 CV mit 2600 cm³ Hubraum. 1927 erschien ein Modell mit einem ventillosen Vierzylindermotor mit 1100 cm³ Hubraum. 1929 folgte das Sechszylindermodell AH 3 mit 2000 cm³ Hubraum.
Fahrzeuge dieser Marke sind in mehreren Automuseen zu besichtigen, überwiegend in Frankreich. Ein Exemplar aus dem Jahr 1911 befindet sich im Automobilmuseum Aspang in Aspang-Markt in Niederösterreich.
Ein erhaltenes Fahrzeug vom Type L aus dem Jahr 1913 mit der Seriennummer 1414 wurde 2017 versteigert. Der Preis für den offenen Tourenwagen betrug 23.450 Euro.

## Pkw-Modellübersicht von 1910 bis 1930
Eine Quelle gibt für den Zeitraum von 1910 bis 1930 die folgenden Pkw-Modelle an:
| Jahr      | Modell    | Zylinder | Bohrung (mm) | Hub (mm) | Hubraum (cm³) | Steuereinstufung (CV) | Seriennummern                                                                      |
| --------- | --------- | -------- | ------------ | -------- | ------------- | --------------------- | ---------------------------------------------------------------------------------- |
| 1910      | Type E    | 4        | 70           | 120      | 1847          |                       |                                                                                    |
| 1910–1911 | Type H    | 4        | 70           | 120      | 1847          | 10                    |                                                                                    |
| 1910–1911 | Type I    | 4        | 74           | 120      | 2064          | 11                    |                                                                                    |
| 1911      | Type K    | 4        | 100          | 140      | 4398          | 21                    |                                                                                    |
| 1911–1914 | Type L    | 4        | 74           | 120      | 2064          | 12                    | 1001–1506                                                                          |
| 1913–1918 | Type N    | 4        | 66           | 110      | 1505          | 8/10                  | 2001–2203 (bis 1913) ab 2204 (1914–1918)                                           |
| 1914–1921 | Type LO   | 4        | 75           | 130      | 2297          | 14                    | ab 3010 (1914–1918) 3900–3950 (1918–1919) 3950–3990 (1919–1921)                    |
| 1919–1922 | Type S    | 4        | 74           | 130      | 2236          | 10                    | 6001–6500 (1919–1921) 6501–6600 (1921–1922)                                        |
| 1921–1922 | Type S    | 4        | 77           | 130      | 2421          | 11                    | 6601–6700                                                                          |
| 1923      | Type S    | 4        | 80           | 130      | 2614          | 12                    | 6701–6900                                                                          |
| 1924      | Type S    | 4        | 80           | 130      | 2614          | 15                    | 6901–6946                                                                          |
| 1923–1927 | Type X    | 4        | 70           | 110      | 1693          | 10                    | 5201–5250 (1923) 5250–5600 (1924) 5601–5770 (1925) 5771–5840 (1926) ab 5841 (1927) |
| 1924      | Type AD   | 4        | 70           | 110      | 1693          |                       |                                                                                    |
| 1925      | Type Z    | 4        | 70           | 110      | 1693          | 10                    | 7001–7099                                                                          |
| 1925–1927 | Type ZX   | 4        | 70           | 110      | 1693          | 10                    | 7100–7210 (1925) 7211–7307 (1926) 7308–7399 (1927)                                 |
| 1928–1930 | Type ZX   | 4        | 70           | 110      | 1693          | 9                     | ab 7400                                                                            |
| 1923–1927 | Type Q    | 4        | 80           | 130      | 2614          |                       |                                                                                    |
| 1923–1927 | Type AA   | 4        | 80           | 130      | 2614          |                       |                                                                                    |
| 1925–1927 | Type AL   | 4        | 70           | 110      | 1693          | 10                    | 7501–7550                                                                          |
| 1926      | Type AH   | 6        | 60           | 100      | 1696          |                       |                                                                                    |
| 1927      | Type AD   | 4        | 70           | 110      | 1693          | 10                    | 7582–7610                                                                          |
| 1928–1930 | Type AD   | 4        | 70           | 110      | 1693          | 9                     | ab 7611                                                                            |
| 1927      | Type AG   | 4        | 60           | 100      | 1131          | 8                     | ab 8001                                                                            |
| 1928      | Type AH 2 | 6        | 65           | 100      | 1991          | 10                    | ab 4020                                                                            |